# 鎌ケ谷市立西部小学校
鎌ケ谷市立西部小学校（かまがやしりつ せいぶしょうがっこう）は、千葉県鎌ケ谷市初富にある公立小学校。略称は西部小（せいぶしょう）、西小。

## 沿革
- 1967年（昭和42年）
  - 4月1日 - 「鎌ケ谷町立西部小学校」として、鎌ケ谷小学校から分離開校。鎌ケ谷小を仮校舎として授業開始[2]。
  - 9月1日 - 初富110番地に校舎を落成し、移転[2]。
- 1971年（昭和46年）9月1日 - 鎌ケ谷市の市制施行に伴い、「鎌ケ谷市立西部小学校」に改称[2]。
- 1972年（昭和47年）2月27日 - 体育館を落成[2]。
- 1973年（昭和48年）9月28日 - 第二校舎とプールを落成[2]。
- 1974年（昭和49年）4月1日 - 特殊学級（現：特別支援学級）を開設[3]。
- 1976年（昭和51年）5月1日 - 第三校舎を落成[2]。
- 1980年（昭和55年）10月30日 - 学校給食優秀校として、文部大臣賞を受賞[2]。
- 1991年（平成3年）10月30日 - ランチルームをコンピュータ室に転換[2]。
- 2002年（平成14年）4月 - 総合評価2期制を開始[2]。
- 2016年（平成28年） - 鎌ケ谷市研究指定を受け、以後3年間道徳の研究に取り組む[1]。
- 2018年（平成30年）10月 - 公開研究会を実施。

## 教育目標
「学びあい」「認めあい」「鍛えあい」強さと優しさを持った子どもの育成
- あ「あいさつ」
- そ「そうじ」
- べ「勉強」

の励行
出典：

## 教育活動
- 2019年度よりChromebookを使った教育を開始。
- 「高学年算数タイム」と呼ばれる時間で算数教育を行っている。
- 5・6年生は中学校の環境になれさせるように教科担任制を実施している。
- 2024年度よりCanvaを使用した教育を開始。
- 部活動は音楽部と陸上部の2つがある。

## 校歌
西部小校歌　作詞　高津 照成 / 須賀 淳　作曲　蓮沼 啓市　

## 施設概要
主な施設。面積は延床面積を記載。
- 校舎
  - 第一校舎（1,691 m2） - 1967年竣工の鉄筋コンクリート造2階建て[2][4]。
  - 第二校舎（949 m2） - 1973年竣工の鉄筋コンクリート造3階建て[2][4]。
  - 第三校舎（1,701 m2） - 1976年竣工の鉄筋コンクリート造4階建て[2][4]
- 体育館（904 m2） - 1972年竣工の鉄骨造2階建て[2][4]
- 校庭（5,715 m2[1]）
- プール（85 m2[4]） - 1973年竣工、縦25m・横15m[2][1]。1996年に改修工事を施している[2]。

旧耐震基準で建設された校舎と体育館は、2003年以降に順次耐震補強工事を施している。

## 学区
- 鎌ケ谷市
  - 初富9番地 - 326番地、354番地 - 376番地、925番地 - 927番地、928・929番地（一部）、931番地、1390・91番地
  - 北初富
  - くぬぎ山
  - 串崎新田
  - 中沢1437番地 - 1447番地
  - 東中沢
    - 1丁目のうち1・2番、2丁目1番のうち25号 - 58号

  - 北中沢1丁目1番、14番 - 18番
  - 粟野426番地 - 538番地
  - 佐津間1299番地 - 1389番地
  - 新鎌ケ谷1丁目のうち14番 - 23番

出典：

## 進学先の中学校
公立中学校の場合。
- 鎌ケ谷市立第三中学校（鎌ケ谷市粟野）[5]

## アクセス

### 鉄道
- 京成松戸線 - くぬぎ山駅から徒歩で約13分、北初富駅から徒歩で約18分

## 周辺
- 鎌ケ谷市初富地域包括支援センター
- 初富保健病院